# Nhà thờ chính tòa Tam vương
Nhà thờ chính tòa Tam vương (tiếng Indonesia: Katedral Tiga Raja), còn được gọi là Nhà thờ chính tòa Timika, là một tòa nhà tôn giáo thuộc Giáo hội Công giáo, nằm ở thị trấn Timika thuộc tỉnh Papua, Indonesia.
Ngôi đền theo nghi thức La Mã hoặc Latinh và hoạt động như nhà thờ chính hoặc mẹ của Giáo phận Timika (Dioecesis Timikaënsis hoặc Keuskupan Timika) được tạo ra vào năm 2003 bởi con bò "Supernum eveachizationis" của Giáo hoàng John Paul II.
Tòa nhà được xây dựng từ năm 2004 đến năm 2005 và chính thức được lưu giữ vào năm 2010  với sự hiện diện của sứ thần tông đồ (đại sứ Vatican tại Indonesia) Leopoldo Girelli. Cấu trúc này có thể nhận được 2 nghìn giáo dân và đạt chiều cao tối đa trong tòa tháp 55 mét.
Đó là trách nhiệm mục vụ của Đức Giám mục John Philip Saklil.
Vào năm 2015, nhà thờ phải chịu một cuộc tấn công của binh lính Indonesia, trong đó có hai người chết.